# Olympische Winterspiele 1964/Teilnehmer (Sowjetunion)
| Gelbes Symbol für Goldmedaillen mit stilisierten Olympischen Ringen | Graues Symbol für Silbermedaillen mit stilisierten Olympischen Ringen | Braundes Symbol für Bronzemedaillen mit stilisierten Olympischen Ringen |
| ------------------------------------------------------------------- | --------------------------------------------------------------------- | ----------------------------------------------------------------------- |
| 11                                                                  | 8                                                                     | 6                                                                       |

Die Sowjetunion nahm an den IX. Olympischen Winterspielen 1964 im österreichischen Innsbruck mit einer Delegation von 69 Athleten in acht Disziplinen teil, davon 53 Männer und 16 Frauen. Mit elf Gold-, acht Silber- und sechs Bronzemedaillen war die Sowjetunion die mit Abstand erfolgreichste Nation bei den Spielen, sie gewann beinahe ein Viertel aller Medaillen. Erfolgreichste Athletin war die Eisschnellläuferin Lidija Skoblikowa, die in sämtlichen vier Konkurrenzen Olympiasiegerin wurde.
Fahnenträger bei der Eröffnungsfeier war der Eisschnellläufer Jewgeni Grischin.

## Teilnehmer nach Sportarten

### Biathlon
- Wladimir Melanin
20 km Einzel: Gold  (1:20:26,8 h)

- Alexander Priwalow
20 km Einzel: Silber  (1:23:42,5 h)

- Walentin Pschenizyn
20 km Einzel: 7. Platz (1:26:59,0 h)

- Nikolai Pusanow
20 km Einzel: 10. Platz (1:29:21,5 h)

### Eishockey
Männer
| - Weniamin Alexandrow - Alexander Almetow - Witali Dawydow - Anatoli Firsow - Eduard Iwanow - Wiktor Jakuschew - Wiktor Konowalenko - Wiktor Kuskin - Konstantin Loktew | - Boris Majorow - Jewgeni Majorow - Stanislaw Petuchow - Alexander Ragulin - Boris Saizew - Oleg Saizew - Wjatscheslaw Starschinow - Leonid Wolkow |

- Gold

### Eiskunstlauf
Paare
- Ljudmila Beloussowa & Oleg Protopopow
Gold  (104,4)

- Nina Schuk & Stanislaw Schuk
5. Platz (96,6)

### Eisschnelllauf
Männer
- Rafael Gratsch
500 m: 10. Platz (41,4 s)

- Boris Guljajew
500 m: 15. Platz (41,7 s)

- Jewgeni Grischin
500 m: Silber  (40,6 s)
1500 m: 11. Platz (2:13,3 min)

- Wladimir Orlow
500 m: Silber  (40,6 s)

- Ants Antson
1500 m: Gold  (2:10,3 min)
10.000 m: 5. Platz (16:08,7 min)

- Eduard Matussewitsch
1500 m: 6. Platz (2:12,2 min)

- Lew Saizew
1500 m: 5. Platz (2:12,1 min)

- Musachit Chabibulin
5000 m: 10. Platz (7:52,3 min)

- Wiktor Kossitschkin
5000 m: 4. Platz (7:45,8 min)
10.000 m: 6. Platz (16:19,3 min)

- Igor Ostaschow
10.000 m: 12. Platz (16:45,5 min)

Frauen
- Klara Gussewa
3000 m: 4. Platz (5:22,5 min)

- Lidija Skoblikowa
500 m: Gold  (45,0 s, olympischer Rekord)
1000 m: Gold  (1:33,2 min, olympischer Rekord)
1500 m: Gold  (2:22,6 min, olympischer Rekord)
3000 m: Gold  (5:14,9 min)

- Walentina Stenina
1000 m: 5. Platz (1:36,0 min)
1500 m: 7. Platz (2:29,9 min)
3000 m: Silber  (5:18,5 min)

- Tatjana Sidorowa
500 m: Bronze  (45,5 s)

- Irina Jegorowa
500 m: Silber  (45,4 s)
1000 m: Silber  (1:34,3 min)

- Albertina Kolokolzewa
1500 m: Bronze  (2:27,1 min)

### Nordische Kombination
- Wjatscheslaw Drjagin
Einzel (Normalschanze / 15 km): Silber  (453,04)

- Nikolai Gussakow
Einzel (Normalschanze / 15 km): 7. Platz (422,75)

- Nikolai Kisseljow
Einzel (Normalschanze / 15 km): 4. Platz (449,36)

### Ski Alpin
Männer
- Talli Monastyrjow
Abfahrt: 47. Platz (2:35,27 min)
Riesenslalom: 37. Platz (2:01,94 min)
Slalom: im Finale nicht angetreten

- Wassili Melnikow
Abfahrt: 36. Platz (2:30,83 min)
Riesenslalom: Rennen nicht beendet
Slalom: 25. Platz (2:22,61 min)

- Waleri Schein
Abfahrt: 54. Platz (2:38,13 min)
Riesenslalom: 34. Platz (2:01,18 min)
Slalom: im Vorlauf ausgeschieden

- Wiktor Taljanow
Riesenslalom: 31. Platz (2:00,38 min)

Frauen
- Stalina Demidowa
Abfahrt: 40. Platz (2:09,28 min)
Riesenslalom: 35. Platz (2:10,11 min)
Slalom: 18. Platz (1:44,97 min)

- Galina Sidorowa
Abfahrt: 39. Platz (2:08,32 min)
Riesenslalom: 39. Platz (2:12,98 min)
Abfahrt: 20. Platz (1:48,26 min)

- Jewgenija Sidorowa
Abfahrt: 37. Platz (2:05,19 min)
Riesenslalom: 38. Platz (2:11,06 min)
Slalom: 27. Platz (1:59,48 min)

### Skilanglauf
Männer
- Pawel Koltschin
15 km: 6. Platz (51:52,0 min)
4 × 10 km Staffel: Bronze  (2:18:46,9 h)

- Waleri Tarakanow
15 km: 17. Platz (52:58,2 min)

- Gennadi Waganow
15 km: 14. Platz (52:46,8 min)
30 km: 19. Platz (1:35:03,1 h)
4 × 10 km Staffel: Bronze  (2:18:46,9 h)

- Igor Worontschichin
15 km: 7. Platz (51:53,9 min)
30 km: Bronze  (1:32:15,8 h)
50 km: 11. Platz (2:49:21,7 h)
4 × 10 km Staffel: Bronze  (2:18:46,9 h)

- Bajasit Gisatullin
30 km: 12. Platz (1:33:33,4 h)
50 km: 12. Platz (2:51:02,4 h)

- Iwan Utrobin
30 km: 17. Platz (1:34:10,4 h)
4 × 10 km Staffel: Bronze  (2:18:46,9 h)

- Alexander Gubin
50 km: 14. Platz (2:51:39,7 h)

- Iwan Ljubimow
50 km: 17. Platz (2:52:28,1 h)

Frauen
- Rita Atschkina
5 km: 10. Platz (18:51,1 min)

- Klawdija Bojarskich
5 km: Gold  (17:50,5 min)
10 km: Gold  (40:24,3 min)
3 × 5 km Staffel: Gold  (59:20,2 min)

- Alewtina Koltschina
5 km: Bronze  (18:08,4 min)
10 km: 7. Platz (41:26,2 min)
3 × 5 km Staffel: Gold  (59:20,2 min)

- Jewdokija Mekschilo
5 km: 4. Platz (18:16,7 min)
10 km: Silber  (40:26,6 min)
3 × 5 km Staffel: Gold  (59:20,2 min)

- Marija Gussakowa
10 km: Bronze  (40:46,6 min)

### Skispringen
- Alexander Iwannikow
Normalschanze: 17. Platz (203,3)
Großschanze: 6. Platz (213,3)

- Nikolai Kamenski
Normalschanze: 21. Platz (201,1)
Großschanze: 38. Platz (184,2)

- Pjotr Kowalenko
Normalschanze: 12. Platz (205,1)
Großschanze: 20. Platz (201,4)

- Nikolai Schamow
Normalschanze: 36. Platz (192,1)

- Koba Zakadse
Normalschanze: 27. Platz (195,6)